# Nurczyk
Nurczyk is een plaats in het Poolse district  Siemiatycki, woiwodschap Podlachië. De plaats maakt deel uit van de gemeente Nurzec-Stacja en telt 100 inwoners.